# Битка код Араса (1940)
Битка код Араса одиграла се 21. маја 1940. године за време немачког напада на Француску током Другог светског рата. Био је то једини озбиљан покушај Савезника да се заустави напредовање немачких оклопних јединица. Британске и француске снаге су након почетног успеха биле принуђене да се врате на полазне положаје након чега су отпочеле повлачење ка обали Ламанша.

## Ситуација пред битку
Када је 10. маја 1940. отпочела немачка офанзива на северном делу Западног фронта, Британски експедициони корпус, паралелно са француским армијама које су наступале поред њега, кренуо је ка северу и прешао белгијску границу. Британци се нису нарочито изненадили што Немци нису у почетку ометали њихове покрете из ваздуха. Штаб команданта БЕК-а, лорда Горта мислио је да има за то објашњење: не може Луфтвафе бити свуда у исто време. У ствари било је нешто сасавим друго. Немачка ваздушна офанзива била је планирана тако да се Савезницима омогући да што лакше, без сметњи, зађу што дубље у Белгију. Тиме ће се испразнити подручје њихове позадине - подручје преко ког ће немачки тенкови јурнути ка обали.
Немачке оклопне снаге наступале су уздуж реке Соме. Она им је пружала заштиту од евентуалних француских противнапада с југа, а истовремено је то што су Немци тамо стигли први онемогућило савезничким снагама на северу могућност да на Соми формирају своју линију одбране.
Лорд Горт је убрзо почео да схвата да то што га Луфтвафе не напада није резултат пуке среће. Схватио је је такође и да оно што су француски лидери, а са њима и британски премијер Винстон Черчил, сматрали „избочином“, није никаква избочина у немачком распореду но прави правцати продор Немаца ка Ламаншу, операција којој је за циљ било до се савезничке армије на северу одсеку од својих база за снабдевање, опколе и униште.
Нису биле по среди само базе за снабдевање које су употребљавале француске армије. Показујући крајњу опрезност британски планери су још 1939. године своје војнике слали и Француску преко лука Шербур и Авра, а возила преко Бреста и Сен Назера.
Изабравши као рејон прикупљања подручје између Мандиеса и Лавала, БЕК се снабдевао исто као и Французи, из база на југозападу, али су Немци продором преко те линије снабдевања, приморали Британце да импровизују друге, директније руте снабдевања својих снага. Недалеко од Хазебрука била су смештана велика складишта на отвореном. Да Британци то нису учинили, њихов експедициони корпус би изгубио покретљивост. Зато се може констатовати да га је од апсолутног уништења спасило то што је имао сопствене позадинске базе.
Док се још стварала оваква алтернативна рута снабдевања, лорд Горт је организовао управо онакав противнапад каквог су немачки планери највише и плашили – удар ка југу с циљем да се пресече издужени и растегнут распоред немачких снага у продору ка атлантској обали.
Употребивши као рејон прикупљања Арас, који је по традицији био жариште британских снага у Француској, лорд Горт је створио састав који је био шарена мешавина гарнизонских јединица, пољске артиљерије, два батаљона пешадије територијалне одбране саме Уједињеног Краљевства и једне тенковске бригаде. У саставу је била и једна француска ослабљена лака моторизована дивизија са шездесетак тенкова типа Сомуа С-35 са топовима калибра 47 mm. (У дотадашњим биткама били су уништени сви њени тенкови типа Хочкис Х-35. Противник су им биле две немачке оклопне дивизије, 7. оклопна под командом Ервина Ромела, 5. оклопна дивизија, под командом генерал-потпуковника Макса фон Хартлиб-Валспорна и моторизована 3. СС оклопна дивизија Мртвачка глава којој је командовао СС-групенфирер Теодор Ајке.
Немачки састав је представљао све најбоље у немачкој војсци тог доба, док је састав лорда Горта био слика и прилика свих савезничких слабости. Пешадија је закаснила на положаје на које је била распоређена. Закаснила је и артиљеријска подршка. Због разних техничких грешака и због лоших атмосферских прилика међу савезничким јединицама није постојала радио-веза. Обећана ваздушна подршка се уопше није појавила.
Да би стигли на поприште, британски тенкови Матилда Марк I и Матилда Марк II, су морали да превале више од 200 km на сопственим гусеницама, извеши тако подухват који је изненадио многе њихове посаде. Само сваки осми тенк је добио потребне топографске карте – у размери 1:100000, док се већина тенковских команданата морала оријентисати помоћу карата 1:250000. Било каквих географских карата била је тако мало да је командант једне британске тенковске јединице морао на крају попустити пред „мољакањем“ команданта суседне јединице и препустити му једину карту коју је имао, а то је била једна Мишленова ауто-карта коју је он негде успео да приватно купи.
То што су Немци имали ваздушну надмоћ омогућило им је да добију уистину збркану, али ипак тачнију слику распореда противничких снага. Британски командант, међутим, напросто није имао појма на шта ће налетети његов састав: да ли на укопану пешадију, или на тенкове, или на противтенковску артиљерију, или напросто на „мекане“ транспортне колоне. Кад је примио наређење да нападне одмах, без претходног извиђања, јер за то није имао времена, направио је компромиис: развио је у борбени поредак две мешовите колоне тенкова, противтенковске артиљерије и пешадије, које су једна с другом имале тек незнатан контакт.

## Битка
У 14:30 часова 21. маја, одбивши најзад да се нада да ће му доћи две француске пешадијске дивизије које су му биле обећане, британски мешовити састав је започео покрет ка југу у две колоне на два пута која су један од другог била удаљена око 5 km. Британску тенковску компоненту је чинило 16 тзв. пешадијских тенкова типа Марк II Матилда, наоружаних топом од 42 mm (у британском систему мера тај топ је зван двофунташ), и 58 лаких тенкова Матилда Мк I, који су од наоружања имали само митраљезе.
Сасвим случајно су Немци били одлучили да наставе своје покрете у 15:00 часова, и то са по једном оклопном дивизијом са сваке стране Араса. Са британским саставом је прва у контакт дошла 7. оклопна дивизија. Немачки пројектили од 37 mm против тенковских топова могли су да откидају фрагменте дебелих оклопа британских тенкова, али их нису могли пробити. Један британски тенк Матилда је након битке иамо оштећена на свом оклопу од чак 14 немачких пројектила који нису успели да му пробију оклоп. Иако су неки британски тенкови били заустављени – успели су да их запале немачка трасирајућа зрна или су им биле покидане гусенице, остали тенкови су прегазили немачке топовске батерије. Ваздушна премоћ је омогућила Немцима да пошаљу понируће бомбардере, који су успели да погоде и униште известан број британских тенкова. До касно поподне већ су били погинули командант и једног и другог британског тенковског батаљона, но то није омело остале посаде да наставе да се боре с Немцима са завидном вештином.
Нешто касније су немачки тенкови успели да прођу кроз поприште битке и да нападну британске тенкове с бока. Због неуспеха противтенковске артиљерије немачки тенкови су били присељени да се сами ангажују у борби против британских тенкова, тј. да ураде баш оно што су Немци током целе кампање иначе избегавали. У окршају који је започео око 19:00 часова Немци су изгубули 6 тенкова типа Панцер III и 3 тенка типа Панцер IV, као и неколико тенкова типа Панцер II, док су Британци изгубили 7 тенкова. Пешадији СС-Тотенкоф дивизије се тако пружила прилика да види како се уништавају немачки тенкови, а немачке гранате се одбијају од британских тенкова. За СС-овце је то био прави шок – ухватила их је паника и нагло су се повукли, тачније, побегли са положаја.
Горуће немачке тенкове су, са таквим истим изненађењем виделе и посаде француских тенкова. Не могавши да поверују да најзад и Немци бивају тучени, Французи су закључили да су противтенковски топови које су видели, у ствари немачки, па су на њих отворили ватру, мислећи да је посреди још један немачки напад с бока. Пре но што је била откривена трагична грешка била су уништена 4 француска тенка.
Погрешно уверен да га напада десетине савезничких тенкова, Ромел је лично преузео команду над својом артиљеријом. Трчао је од батерије до батерије, лично одређујући мете и пожурујући посаде да раде што брже. Кад ни противтенковски топови нису успели да зауставе противника, Ромел је убацио у акцију и своје артиљеријске пукове, али ни то није дало жељене резултате. Тек су гранате топова од 88  најзад пробиле оклопе тешких британских тенкова. Савезнички напад је на крају заустављен захваљујући вишестраности немачког наоружања и координацији јединица које је постигнуто личним залагањем и енергичношћу команданта дивизије.
СС-Тотенкоф дивизија се успаничила, али јој то није било узето за зло. Наиме, та моторизована дивизија – састављена углавном од стражара концентрационих логора – ионако је сматрана превише неискусном да би се употребила на челу напада, како је то желео рајхсфирер СС-а Хајнрих Химлер. Због тога је и била у резерви све до 16. маја и ово јој је била прва битка у којој је учествовала. Међутим, ако су припадници СС-Тотенкоф дивизије и изашли из битке са умрљаном репутацијом, Ромел је из битке изашао још славнији. Убрзо након битке код Араса су се прошириле гласине да је Ромел спасио немачке снаге које су се тамо бориле тиме што је први пут у историји ратовања употребио противавионске топове од 88 mm. Међутим, неопходно је истаћи да је неколико година раније, током Шпанског грађанског рата немачка добровољачка јединица Легија Кондор је користила топ од 88 mm против оклопних возила и других оклопљених мета.
Тако је британски противнапад код Араса био заустављен. Постало је јасно да нема говора о пробијању дугих и превише изложених бокова немачких колона. 48 часова по окончању битке Британци су се повукли. Треба напоменути да су, док се водила битка код Араса, немачке оклопне колоне избиле на обалу Ламанша. Сад је било свима јасно да је немачка победа у бици за Француску мање-више неизбежна. Немачки продор до атлантске обале одиграо је кључну улогу јер је пресекао савезничке армије на северу и присилио их да се окрену ка југу. Практично је било неоствариво да Савезници врате борбене елементе назад по путевима закрченим колонама за снабдевање, одрже отворене командне комуникације и за све то време воде борбу на све мањем маневарском простору.

## Епилог
Битка код Араса је била резултат најзначајнијег противнапада на немачки продор. Немачки генерал Хајнц Гудеријан признао је у својим мемоарима да се немачка пешадија “успаничила”, а немачки фелдмаршал Герд фон Рундштет, командант Групе армија “A”, признао је да се неко време током те битке плашио да ће његове оклопне снаге бити одвојене од пешадијских јединица. Можда је та ситуација оставила много већи утисак на немачку Врховну команду копнене војске, но на јединице које су учествовале у самој бици, али је тешко претпоставити да је имала пресудан утицај на одлуке немачке Врховне команде у каснијој бици за Денкерк онолико колико се то обично у литератури тврди.
Највећа важност битке код Араса је заправо у томе, што су у практичном смислу немачке оклопне јединице због тога изгубиле два и по дана, па су захваљујући томе четири британске дивизије и француска 1. армија успеле да се у релативно добром поретку да се повуку ка обали Ламанша.
Због учествовања у бици код Араса Ромелова 7. оклопна дивизија морала је да се заустави да се одмори и да поправи оштећене тенкове. Пре но што је 7. оклопна дивизија опек била у покрету, Ромел је добио службену дозволу да под своју команду преузме два тенковска пука суседне 5. оклопне дивизије. Захваљујући том појачању – добијеном искључиво за предстојећи напад на Лил, Ромелова дивизија је постала једна од најјачих у тадашњој немачкој војсци. Потпуно је разумљиво што је то потпуно разбеснело генерал-пуковника фон Хартлибеа, команданта 5. оклопне дивизије.
Ромел, најновији и најмлађи командант једне оклопне дивизије, добио је одликовање. 27. маја 1940. године, након састанка код Ромела на ком су били команданти свих јединица његове појачане дивизије, устао је Карл Ханке, Ромелов ађутант (Ханке је иначе био веома фанатичан национал-социјалиста и бивши функционер Министирства пропаганде; спадао је у неколицину национал-социјалистичких фунционера које Ромел узео у свој штаб кад је постао командант 7. оклопне дивизије).
“По Фиреровом наређењу”, рекао је свечаним гласом окренувши се Ромелу, “предајем вам Витешки крст Гвозденог крста”. Ромел је тако постао први командант дивизије који је у кампањи против Француске добио заиста високо одликовање.